# Ladies View

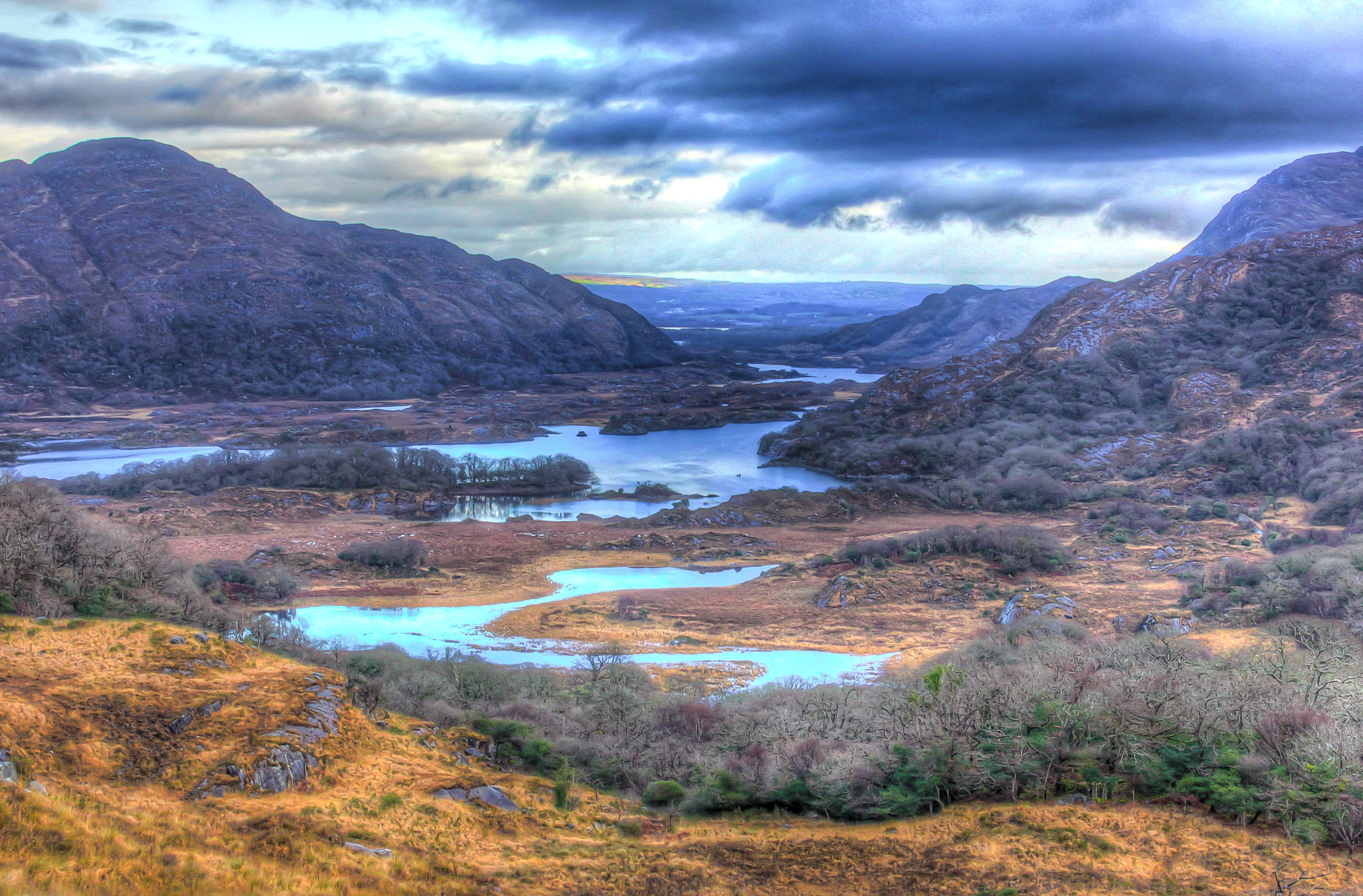
Ladies View con vista sui laghi di Killarney

Ladies View è un punto panoramico sito sul percorso del Ring of Kerry (nello specifico sulla N71) a 19 chilometri (12 miglia) da Killarney nella Repubblica d'Irlanda. L'Irish Times ha riportato che Ladies View è uno dei punti più fotografati d'Irlanda, mentre il Daily Edge l'ha giudicato come uno dei migliori punti irlandesi per foto da caricare su Instagram. Il nome Ladies View (a volte scritto Ladies' View), deriva dall'ammirazione mostrata per il punto panoramico mostrato dalle dame di compagnia della regina Vittoria in occasione della visita in Irlanda di quest'ultima avvenuta nel 1861.
Il panorama da Ladies View contempla i laghi di Killarney, in particolare il Muckross Lake e il Lough Leane, il soprastante passo di Moll's Gap, la Black Valley e il Gap of Dunloe.
A Ladies View sono anche presenti un piccolo parcheggio ed un bar.

## Galleria d'immagini

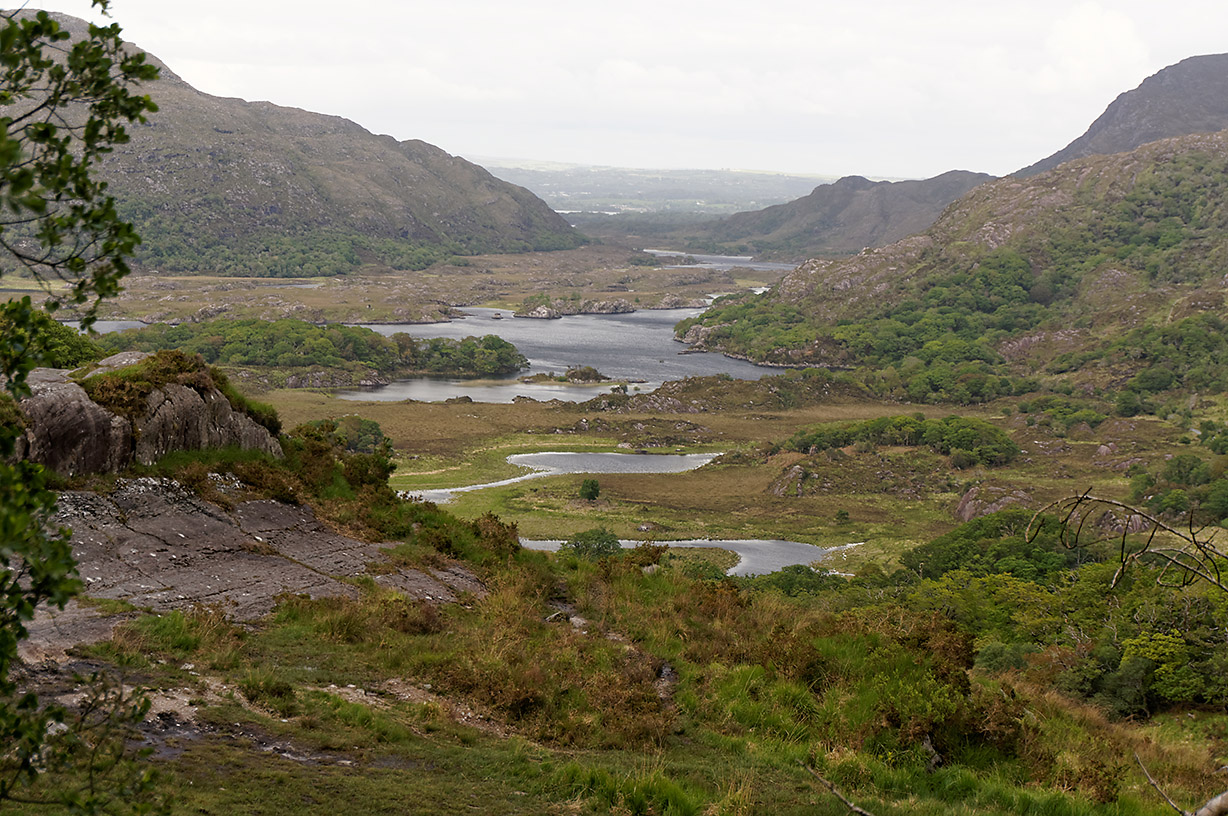
Ladies View a maggio
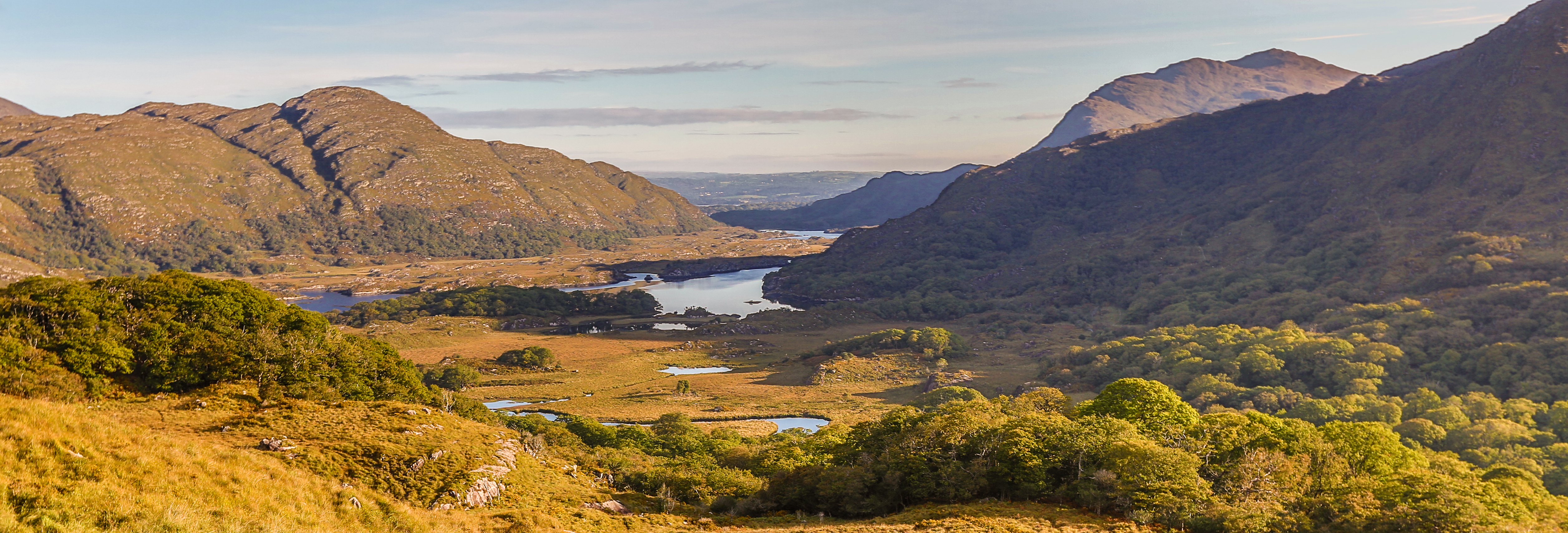
Ladies View in autunno
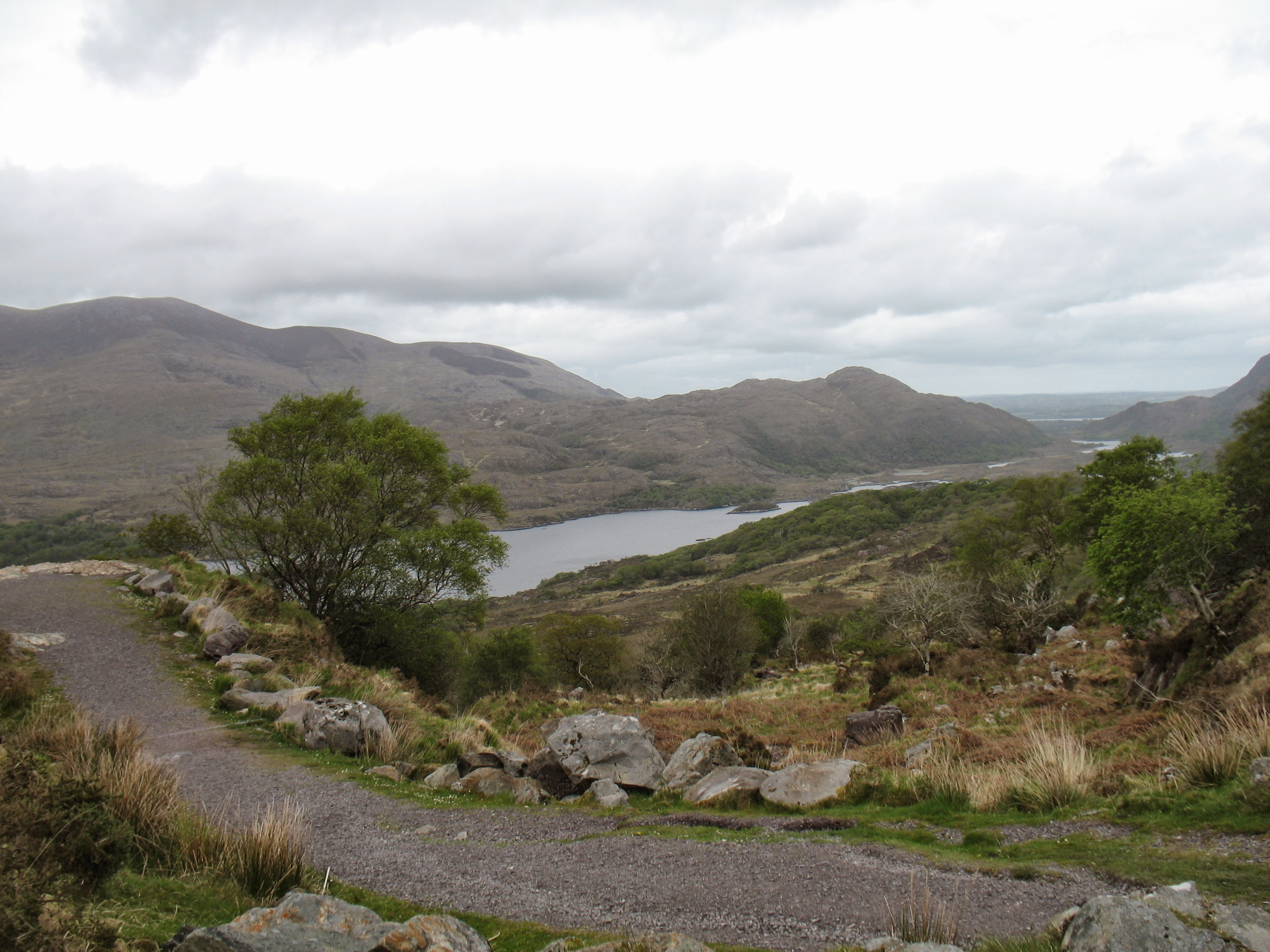
La N71 a Ladies View